# Coutarnoux
Coutarnoux ist eine französische Gemeinde mit 131 Einwohnern (Stand: 1. Januar 2022) im Département Yonne in der Region Bourgogne-Franche-Comté (vor 2016 Bourgogne); sie gehört zum Arrondissement Avallon und zum Kanton Joux-la-Ville (bis 2015 L’Isle-sur-Serein).

## Geographie
Coutarnoux liegt etwa 45 Kilometer südöstlich von Auxerre. Umgeben wird Coutarnoux von den Nachbargemeinden Massangis im Norden und Nordwesten, Dissangis im Osten und Südosten, Sainte-Colombe im Süden sowie Joux-la-Ville im Westen und Nordwesten.

## Bevölkerungsentwicklung
| Jahr                      | 1962 | 1968 | 1975 | 1982 | 1990 | 1999 | 2006 | 2013 |
| Einwohner                 | 108  | 110  | 91   | 85   | 99   | 98   | 100  | 138  |
| Quelle: Cassini und INSEE |      |      |      |      |      |      |      |      |

## Sehenswürdigkeiten
- Kirche Saint-Martin aus dem Jahre 1522
- Haus Les Goix aus dem 15. Jahrhundert, Monument historique

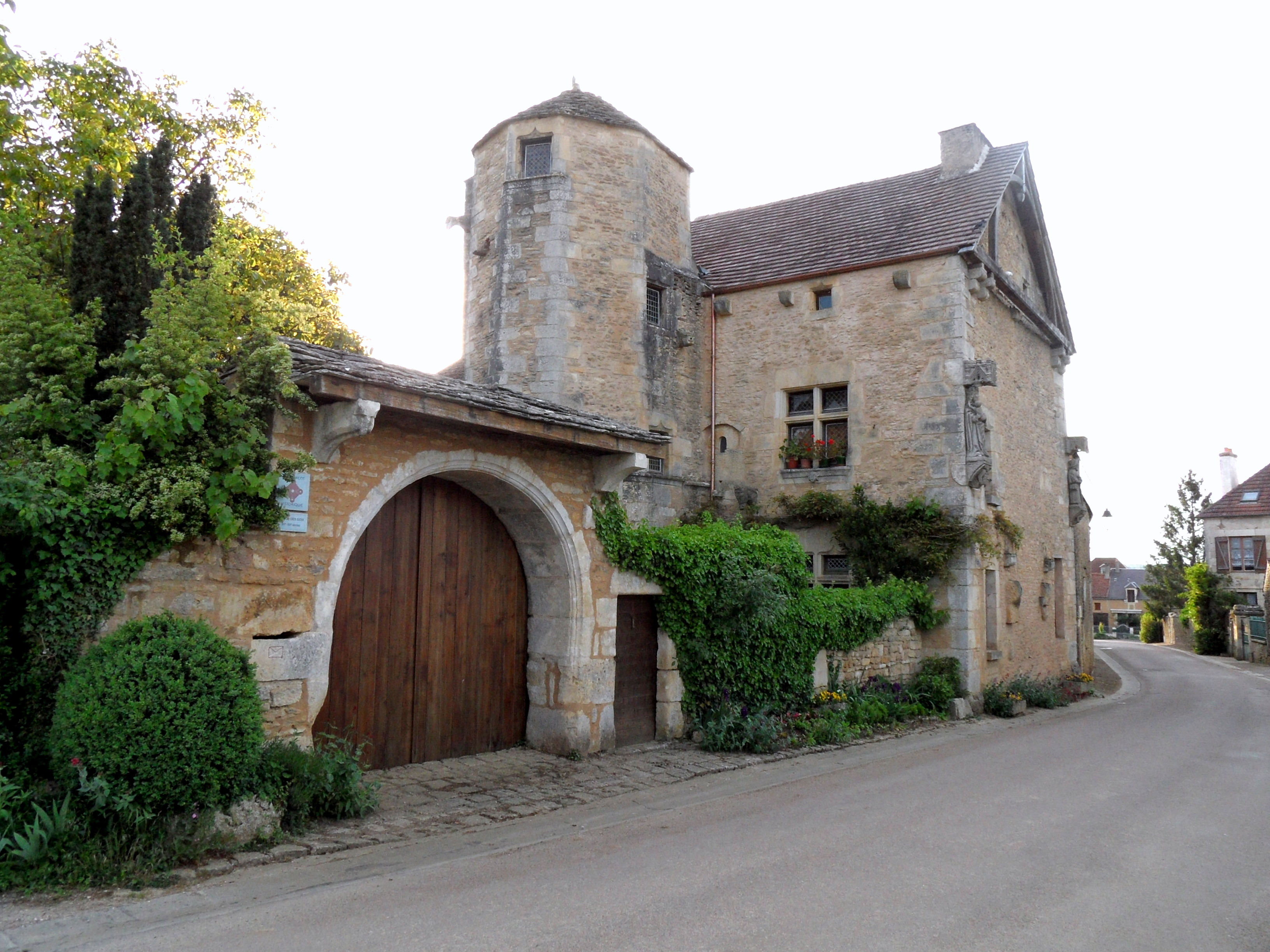
Haus Les Goix